# Flaga Cybinki

Flaga Cybinki w latach 1991-2013

Flaga Cybinki – jeden z symboli miasta Cybinka oraz gminy Cybinka w postaci flagi. Flaga została uchwalona 28 grudnia 2012 uchwałą nr XXVII/169/12 rady miejskiej w Cybince 28 grudnia 2012, po uzyskaniu pozytywnej opinii Komisji Heraldycznej. Herb zaprojektował Instytut Heraldyczno-Weksylologiczny Alfreda Znamierowskiego. Wzór zaprojektował Instytut Heraldyczno-Weksylologiczny Alfreda Znamierowskiego.

## Wygląd i symbolika
Prostokątny płat tkaniny o stosunku wysokości do długości jak 5:8, biały, z herbem Cybinki pośrodku, flankowanym przez dwa zielone, pionowe pasy, szerokości 1/8 szerokości płata.
Barwy flagi odwzorowywały kolorystykę herbu Cybinki.

## Historia
Jest to już drugi wzór flagi, używanej przez Cybinkę, poprzedni był płatem prostokątnym, o proporcji 5:8, złożonym z trzech poziomo ułożonych pasów. Dwa górne pasy, zielony i biały, zajmowały po 1/4 wysokości flagi, pas dolny barwy czerwonej 1/2 jej wysokości.